# Грачище (Хорватія)
Грачище (хорв. Gračišće) — населений пункт і громада в Істрійській жупанії Хорватії.

## Населення
Населення громади за даними перепису 2011 року становило 1 419 осіб. Населення самого поселення становило 466 осіб.
Динаміка чисельності населення громади:
Динаміка чисельності населення центру громади:

## Населені пункти
Крім поселення Грачище, до громади також входять: 
- Батлуг
- Базгалі
- Якачичі
- Мандаленчичі
- Милотський Брег
- Шкопляк

## Клімат
Середня річна температура становить 12,32 °C, середня максимальна – 26,03 °C, а середня мінімальна – -2,02 °C. Середня річна кількість опадів – 1061 мм.
| Клімат поселення                              | Клімат поселення | Клімат поселення | Клімат поселення | Клімат поселення | Клімат поселення | Клімат поселення | Клімат поселення | Клімат поселення | Клімат поселення | Клімат поселення | Клімат поселення | Клімат поселення | Клімат поселення |
| Показник                                      | Січ.             | Лют.             | Бер.             | Квіт.            | Трав.            | Черв.            | Лип.             | Серп.            | Вер.             | Жовт.            | Лист.            | Груд.            |                  |
| Середній максимум, °C                         | 9,27             | 10,16            | 12,92            | 16,78            | 21,52            | 25,36            | 26,03            | 25,45            | 20,97            | 16,65            | 11,70            | 8,71             |                  |
| Середня температура, °C                       | 3,62             | 4,51             | 7,28             | 11,15            | 15,88            | 19,72            | 22,07            | 21,50            | 17,00            | 12,68            | 7,74             | 4,75             |                  |
| Середній мінімум, °C                          | −2,02            | −1,13            | 1,64             | 5,50             | 10,23            | 14,08            | 18,10            | 17,52            | 13,03            | 8,71             | 3,78             | 0,78             |                  |
| Норма опадів, мм                              | 80               | 65               | 77               | 85               | 74               | 88               | 62               | 89               | 95               | 120              | 126              | 100              |                  |
| Середньомісячна швидкість вітру, м/с          | 1.98             | 2.26             | 2.43             | 2.42             | 2.19             | 2.09             | 2.05             | 2.01             | 2.00             | 2.13             | 2.23             | 2.15             |                  |
| Середньомісячна сонячна радіація, кДж/м²·день | 4545             | 7369             | 10657            | 15013            | 19255            | 20862            | 21861            | 18834            | 13969            | 8994             | 4955             | 3820             |                  |
| --------------------------------------------- | ---------------- | ---------------- | ---------------- | ---------------- | ---------------- | ---------------- | ---------------- | ---------------- | ---------------- | ---------------- | ---------------- | ---------------- | ---------------- |
| Джерело:                                      |                  |                  |                  |                  |                  |                  |                  |                  |                  |                  |                  |                  |                  |